# Erika Blanc
Erika Blanc, właśc. Enrica Bianchi Colombatto (ur. 23 lipca 1942 w Gargnano) – włoska aktorka teatralna i filmowa.

## Życiorys
Bianchi przeprowadziła się w latach 60. XX wieku do Rzymu. Zadebiutowała w 1965 w filmie w koprodukcji włosko-francusko-hiszpańskiej Agente 077 missione Bloody Mary w reżyserii Sergio Grieco. Od tego momentu często pojawiała się na małym i dużym ekranie. Występowała też w teatrze. W serialu telewizyjnym Carabinieri wcieliła się w rolę Gemmy, występując w aż 6 seriach w latach 2001-2007. Jej mężem jest włoski reżyser Bruno Gaburro. Córka aktorki Barbara Blanc również jest aktorką.

## Wybrana filmografia
- 1965 − Agente 077 missione Bloody Mary jako sekretarka Hestona
- 1966 − Operacja strach jako Monica Schuftan
- 1968 − Czy nasi bohaterowie zdołają odszukać przyjaciela zaginionego tajemniczo w Afryce? jako Genevieve
- 2001 − On, ona i on jako Veronica
- 2002 − Święty Franciszek z Asyżu jako Pica
- 2010 − Piękno osła jako matka Mariny
- 2010 − Długie dzieciństwo jako wdowa
- 2011 − Dziewczyny o wielkich sercach jako Eugenia Vigetti
- 2013 − Il bambino cattivo jako Giuditta
- 2013 − Zakochany prawnik jako ciotka Marta